# Катерини, Просперо
Просперо Катерини (итал. Prospero Caterini; 15 октября 1795, Онано, Папская область — 28 октября 1881, Рим, королевство Италия) — итальянский кардинал из знатной семьи. Служил чиновником нескольких Римских Конгрегаций (был заместителем Священной Консисторской Конгрегации и секретарём Священной Конгрегации образования), а также был каноником Ватиканской патриаршей базилики. Эксперт Священной Конгрегации Римской и Вселенской Инквизиции.

## Биография
Не имея епископского сана, был только рукоположён в священники. На консистории от 7 марта 1853 года папа римский Пий IX, возвёл его в кардиналы-дьяконы с титулярной диаконией Санта-Мария-делла-Скала. Участник Первого Ватиканского Собора. С 18 декабря 1876 года кардинал-протодьякон.
Был префектом Священной Конгрегации Тридентского Собора с 26 сентября 1860 года по 28 октября 1881 года. Секретарь Верховной Священной Конгрегации Римской и Вселенской Инквизиции с 21 декабря 1876 года по 28 октября 1881 года.
Как кардинал-протодьякон, кардинал Просперо Катерини объявил Habemus Papam — избрание кардинала Джоакино Печчи на Конклаве 1878 года. Но в виду болезни кардинал Просперо Катерини не короновал нового папу Льва XIII, это сделал кардинал-дьякон Теодольфо Мертэль.
Участник Конклава 1878 года.